# Ptolemaios Somatophylax
Ptolemaios Somatophylax (grekiska: Πτολεμαῖος Σωματοφύλαξ) var en av de utvalda officerare under Alexander den store, som kallas Somatophylaces. Han dödades vid belägringen av Halikarnassos, 334 f.Kr., då han hade befäl över de två avdelningarna med Hypaspister; de under Thos i Adaeus och Timander. Han var bror till general Antiochos, Seleukos I fader, och son till Seleukos.